# Stazione di Locate Triulzi
La stazione di Locate Triulzi è una stazione ferroviaria posta sulla linea Milano-Genova, a servizio dell'omonimo centro abitato.

## Storia

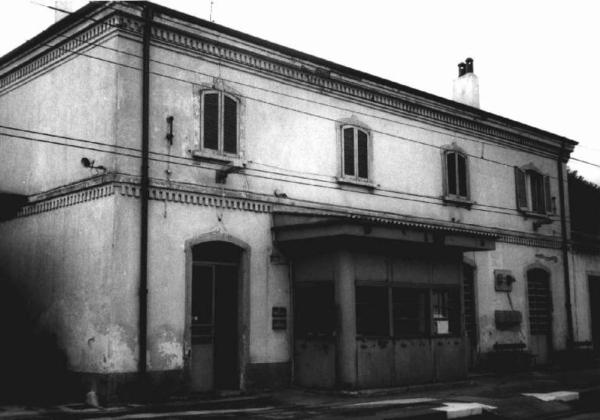
Stazione di Locate Triulzi All'inizio del 1900

La stazione fu attivata nel 1893.

## Strutture e impianti
L'impianto è presenziato da un Dirigente Movimento. La stazione dispone di 2 binari passanti per il servizio viaggiatori; in origine vi era un terzo binario riservato alle precedenze, il quale è stato asportato per consentire la costruzione del sottopassaggio e l'eliminazione del passaggio a livello. Nelle immediate vicinanze è presente il centro commerciale Scalo Milano, inaugurato nel 2016 nell'area in precedenza occupata dallo stabilimento dell'azienda alimentare Saiwa.

## Movimento
La stazione di Locate Triulzi è servita dai treni suburbani della linea S13, eserciti da Trenord. 

## Interscambi
Presso la stazione effettuano fermata alcune linee automobilistiche: il servizio urbano  gestito da ATM che collega i comuni limitrofi e il servizio extraurbano della provincia di Pavia gestito da Autoguidovie.